# Prepona garleppiana
Prepona garleppiana is een vlinder uit de familie van de Nymphalidae. De wetenschappelijke naam van de soort is voor het eerst geldig gepubliceerd in 1898 door Otto Staudinger.